# Langadas
Langadas (gr. Λαγκαδάς) – miejscowość w Grecji, w administracji zdecentralizowanej Macedonia-Tracja, w regionie Macedonia Środkowa, w jednostce regionalnej Saloniki. Siedziba gminy Langadas. W 2011 roku liczyła 7764 mieszkańców.

## Miasta parnerskie
- Sandanski, Bułgaria